# Hoa hậu Quốc tế 1979
Hoa hậu Quốc tế 1979 là cuộc thi Hoa hậu Quốc tế lần thứ 19, được tổ chức vào ngày 12 tháng 11 năm 1979 tại Mielparque, Tokyo, Nhật Bản. 43 thí sinh tham gia cuộc thi năm nay. Trong đêm chung kết, Hoa hậu Quốc tế 1978, Katherine Patricia Ruth đến từ Hoa Kỳ đã trao lại vương miện cho người kế nhiệm, cô Melanie Marquez đến từ Philippines.

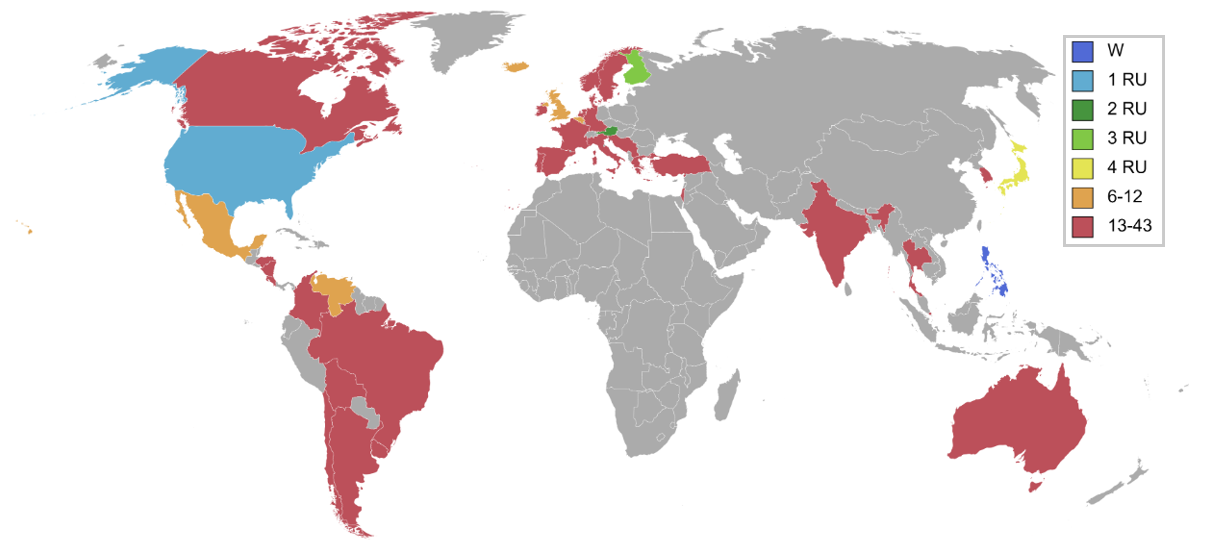
Các quốc gia và vùng lãnh thổ tham gia Hoa hậu Quốc tế 1979 và kết quả.

## Kết quả

### Thứ hạng
| Kết quả              | Thí sinh                           |
| -------------------- | ---------------------------------- |
| Hoa hậu Quốc tế 1979 | - Philippines – Melanie Marquez    |
| Á hậu 1              | - Hoa Kỳ – Anna Maria Rapagna      |
| Á hậu 2              | - Áo – Elisabeth Schmidt           |
| Á hậu 3              | - Phần Lan – Kate Elizabeth Nyberg |
| Á hậu 4              | - Nhật Bản – Hideko Haba           |

### Các giải thưởng phụ
| Giải thưởng                 | Thí sinh                         |
| --------------------------- | -------------------------------- |
| Hoa hậu Thân thiện          | - Guam – Vivian Elaine Indalecio |
| Hoa hậu Ảnh                 | - Đức – Claudia Katharina Herzog |
| Trang phục dân tộc đẹp nhất | - Philippines – Melanie Marquez  |

## Thí sinh
| - Argentina - Ana Maria Soliman Iribarne - Úc - Regina Reid - Áo - Elisabeth Schmidt - Bỉ - Françoise Helene Julia Moens - Bolivia - Sonia Beatriz Villarroel - Brazil - Suzane Ferreira de Andrade - Anh Quốc - Beverly Isherwood - Canada - Karen Vanderwoude - Chile - Paulina Quiroga - Colombia - Ivonne Margarita Guerra de la Espriella - Costa Rica - Maria Lorena Acuña Karpinski - Đan Mạch - Eva Bjerre Johanssen - Phần Lan - Kate Elizabeth Nyberg - Pháp - Martine Juliette David - Đức - Claudia Katharina Herzog - Hy Lạp - Despina Triantafyllidou - Guam - Vivian Elaine Indalecio - Hawaii - Zoe Ann Roach - Hà Lan - Mary Maria Johanna Adriana Kruyssen - Honduras - Lilian Anibeth Rivera - Hồng Kông - Chung Tuệ Băng - Iceland - Sigrun Bjork Sverrisdóttir | - Ấn Độ - Neeta Pravin Painter - Ireland - Lorraine Marion O'Conner - Israel - Rachel "Helly" Ben-David - Ý - Nives Bordignon - Nhật Bản - Hideko Haba - Hàn Quốc - Kim Jin-sun - Malta - Carmen Sue Asciak - Mexico - Marcela Díaz Portilla - Nicaragua - Maria Elena Amador Valerio - Na Uy - Unni Margrethe Öglaend - Philippines - Melanie Marquez - Bồ Đào Nha - Maria Luisa da Silva - Singapore - Annie Tan Chen Chiau Chuin - Tây Ban Nha - Yolanda Maria Hoyos Vega - Thụy Điển - Anna Angela Bratt - Thái Lan - Phattamavadee Ann Thanaputti - Thổ Nhĩ Kỳ - Serra Sengül - Uruguay - Nidia Silvera - Hoa Kỳ - Anna Maria Rapagna - Venezuela - Nilsa Josefina Moronta Sangronis - Nam Tư - Manuela Mitic |

## Chú ý

### Trở lại
- Lần cuối tham gia vào năm 1974:
  -  Bồ Đào Nha
- Lần cuối tham gia vào năm 1977:
  -  Malta
  -  Thái Lan
  -  Nam Tư

### Bỏ cuộc
- Malaysia - Nancie Foo-- cô ấy đã ngã bệnh trong đêm chung kết
- New Caledonia
- New Zealand
- Thụy Sĩ - Gaby Bosshard